# Asamblea Nacional de Camboya
La Asamblea Nacional de Camboya (en jemer: រដ្ឋសភា; translit: Rotsaphea) es la cámara baja del Parlamento de Camboya, órgano legislativo del país asiático. Es un órgano electo que consta de 125 miembros elegidos para un mandato de cinco años mediante representación proporcional, con las provincias como circunscripciones de 1 a 18 miembros, y el Método d'Hondt en el reparto de escaños. Para obtener una mayoría absoluta, el partido necesita asegurar 63 escaños, y hacen falta 83 votos a favor (dos tercios) para que un Primer ministro y su gobierno sean aprobados. La Asamblea Nacional está encabezado por el presidente, cargo que actualmente ocupa  Khuon Sudary. La actual asamblea fue abierta el 6 de septiembre de 2023.

## Historia
La actual Asamblea Nacional de Camboya se creó en 1993 a partir de la Asamblea Constituyente elegida en 1993 tras la transición democrática impulsada por la Autoridad Provisional de las Naciones Unidas en Camboya. La Asamblea promulgó la nueva constitución. Sin embargo, el país ya había tenido elecciones generales, siendo las primeras en 1946.

## Requisitos
Para ser electo diputado de la Asamblea Nacional de Camboya, es necesario cumplir los siguientes requisitos:
- El candidato debe ser ciudadano de Camboya por nacimiento.
- Debe tener una edad de veinticinco años o más el día de la elección.
- Debe estar registrado en el padrón electoral.

## Poderes y privilegios

### Legislativos
- Aprobar y modificar las leyes para Camboya y aprobar las cuentas del presupuesto y la administración nacional. (Artículo 90)
- Aprobar o derogar los tratados y convenciones internacionales. (Artículo 90)
- La iniciativa legislativa. (Artículo 91)

### Voto de confianza
- Deberá pasar un voto de confianza en cuanto al Gobierno Real. (Artículo 90)
- Puede despedir a cualquier miembro del Consejo de Ministros, o disolver el propio Gobierno Real, aunque para esto necesita contar con una mayoría absoluta de dos tercios. (Artículo 98)

### Vigilancia
- Tendrá derecho a proponer preguntas al Gobierno Real. Las respuestas de los ministros o por el Primer Ministro se pueden administrar por vía oral o por escrito. Las respuestas se proporcionan dentro de siete días después de la fecha de recepción de la pregunta. (Artículo 96)
- Supervisar el desempeño del gobierno real e invitar a funcionarios de alto nivel a aclarar cuestiones importantes a la Asamblea Nacional. (Artículo 89)
- Las comisiones de la Asamblea Nacional pueden invitar a cualquier ministro a aclarar cuestiones en campos bajo su responsabilidad. (Artículo 97)
- Supervisar la aplicación de la ley.

### Representativos
- Los miembros de la Asamblea Nacional representan a todo el pueblo jemer, no sólo a los ciudadanos de sus circunscripciones. (Artículo 77)
- Juega un papel importante en ayudar a los ciudadanos tener su voz en la sociedad y para traer la preocupación y las necesidades de las personas a la toma de decisiones de la Asamblea Nacional.
- Intervenir y resolver los problemas de los ciudadanos.
- Un miembro del Parlamento tiene el derecho a expresar sus opiniones en el ejercicio de sus deberes protegidos con “Inmunidad parlamentaria” y no será perseguido, detenido o preso a causa de las opiniones expresadas en el ejercicio de sus funciones, salvo en caso de flagrante delito. (Artículo 80)

## Distribución de escaños
| Provincia                      | Miembros |
| ------------------------------ | -------- |
| Provincia de Banteay Mean Chey | 6        |
| Provincia de Battambang        | 8        |
| Provincia de Kompung Cham      | 10       |
| Provincia de Kompung Chinang   | 4        |
| Provincia de Kompung Speu      | 6        |
| Provincia de Kompung Thom      | 6        |
| Provincia de Kompot            | 6        |
| Provincia de Kandal            | 11       |
| Provincia de Kep               | 1        |
| Provincia de Koh Kong          | 1        |
| Provincia de Kratié            | 3        |
| Provincia de Mondol Kirí       | 1        |
| Nom Pen                        | 12       |
| Provincia de Preah Wijía       | 1        |
| Provincia de Prey Veng         | 11       |
| Provincia de Pursat            | 4        |
| Provincia de Ratanak Kirí      | 1        |
| Provincia de Siem Riep         | 6        |
| Ciudad de Sihanoukville        | 3        |
| Provincia de Stung Treng       | 1        |
| Provincia de Svay Rieng        | 5        |
| Provincia de Takéo             | 8        |
| Provincia de Tboung Khmum      | 8        |
| Provincia de Oddar Mean Chey   | 1        |
| Provincia de Pailín            | 1        |
| Total                          | 125      |